# 最愛 (KOH+の曲)
「最愛」（さいあい）は、KOH+の2枚目のシングル。柴咲コウとしては通算17枚目のシングル。2008年10月1日に、ユニバーサルミュージックから発売された。

## 解説
- ドラマ『ガリレオ』の劇場版『容疑者Xの献身』（2008年10月4日公開）主題歌。同ドラマの主題歌を担当した柴咲コウと福山雅治のコラボレーション・ユニットであるKOH+が約1年振りに活動を再開することとなった。
- 前作のTV出演は連続ドラマを放送したフジテレビのみであったが、本作は映画の主題歌であるためか、各局の音楽番組などに出演した。
- 前作「KISSして」と同様に、CDとDVDの2枚組での発売。DVDは永続仕様となる。

## 収録曲

### CD
1. 最愛
（作詞・作曲：福山雅治／編曲：福山雅治・井上鑑）
映画『容疑者Xの献身』主題歌。福山は、ドラマからおよそ1年掛けて関わってきたプロジェクトだけに、世界観が掴めており、意外とスムーズに出来た曲だという。エンドロールで流れることを意識して、重い内容の映画をどのように包むかを考えて作られた。
歌詞は、松雪泰子演じる花岡靖子を愛する、堤真一演じる石神哲哉の心境を綴った内容となっている。
なお、CDに収録された音源ではいきなり柴咲のボーカルから曲が始まるが、実際の映画エンディングやミュージッククリップで使われた音源は25秒ほどのイントロが追加されており、さらに1番にもギターパートが加わっているなどミックスが異なる。このバージョンは後に柴咲コウのセレクションアルバム『Love&Ballad Selection』にて『最愛 (Long Ver.)』として音源化された。ベストアルバム『KO SHIBASAKI ALL TIME BEST 詩』とコンピレーション・アルバム『Galileo+』、『ヒトツボシ ～ガリレオ Collection 2007-2022～』においても表記はないがこのLong Ver.で収録されているため、シングルバージョンの収録アルバムは『Love Paranoia』のみである。
使用ギターはギブソン・J-50 '59。
翌2009年5月15日より、福山によるセルフカバーが東芝「REGZA」のCMで使用され、6月30日発売の10thアルバム『残響』に収録されている。
2. 最愛 (Original Karaoke)
（作曲：福山雅治／編曲：福山雅治・井上鑑）

### DVD
1. 最愛 Music Clip

## 演奏
レコーディングの演奏
- 柴咲コウ：Vocal
- 福山雅治：Guitar, Back Vocal
- 石成正人：Guitar
- 井上鑑：Keyboards, Programming
- 山木秀夫：Drums
- 毛利泰士：Programming
- 金原千恵子ストリングス：Strings
- 山本裕康、古川展生：Cello

ミュージッククリップの演奏
- 柴咲コウ：Vocal
- 福山雅治：Guitar, Back Vocal
- 木下恵子：1st Violin
- 小田ゆりな：2nd Violin
- 森まりや：Viola
- 手塚春菜：Cello

## 収録アルバム
最愛
- シングルバージョン
  - 『Love Paranoia』
- Long Ver.
  - 『Love&Ballad Selection』
  - 『Galileo+』
  - 『KO SHIBASAKI ALL TIME BEST 詩』
  - 『Blessing』
  - 『ヒトツボシ 〜ガリレオ Collection 2007-2022〜』

## カバー
- 福山雅治（セルフカバー）『残響』（2009年）
- 茉奈 佳奈『ふたりうた3』（2010年）